# Liste der meistverkauften Musikalben in Südkorea

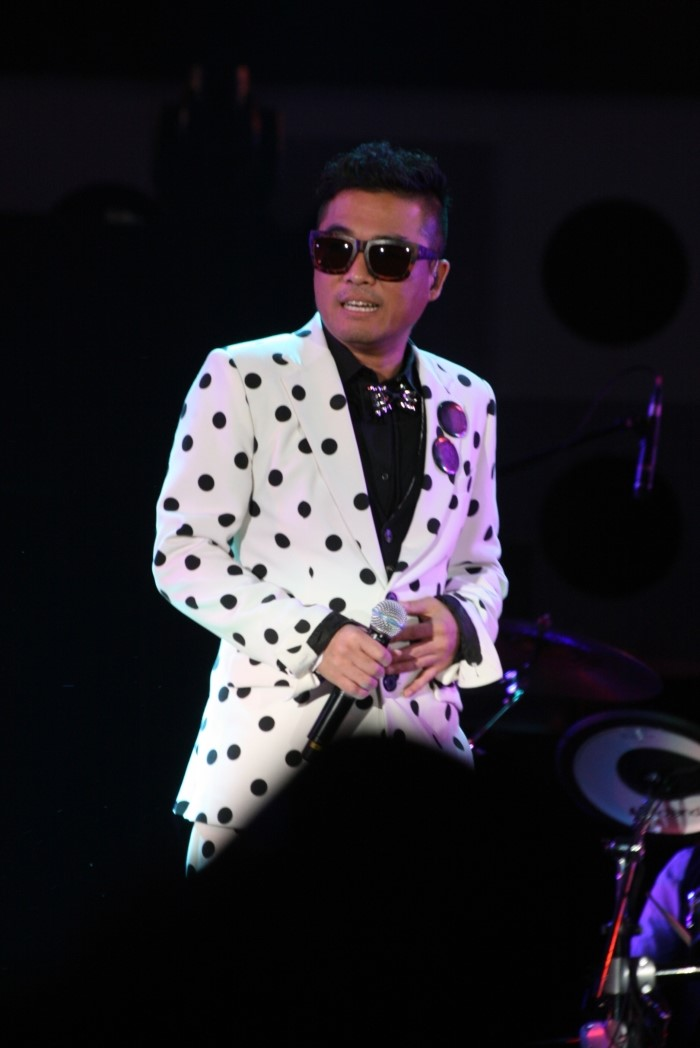
Kim Gun-Mos Studioalbum Wrongful Encounter ist mit über 3,3 Millionen Verkäufen das meistverkauften Musikalbum in Südkorea.

Die Liste der meistverkauften Musikalben in Südkorea beinhaltet Musikalben, die seit 1968 über eine Million Mal verkauft wurden.

## Hinweis zu den Verkäufen
Diese Liste beinhaltet alle Musikalben, die sich in Südkorea über eine Million Mal verkaufen konnten. In Südkorea gibt es keine Schallplattenauszeichnung. Zwischen 1999 und November 2008 wurden die genauen Verkaufszahlen jeden Monat von der Music Industry Association of Korea bekannt gegeben. Seit Januar 2010 werden die offiziellen Charts und Verkaufszahlen wöchentlich von den Gaon Charts bekanntgegeben.
Die Alben finden sich in der nachfolgenden Tabelle absteigend nach ihrer Höhe der Tonträgerverkäufe. Zusätzlich beinhaltet die Tabelle weitere Informationen wie die Albumart (Studioalbum, Kompilation usw.).

## Alben geordnet nach Tonträgerverkäufen
| Rang | Jahr      | Albumtitel             | Art | Interpret          | Verkäufe  | Ref    |
| ---- | --------- | ---------------------- | --- | ------------------ | --------- | ------ |
| 1    | 1995      | Wrongful Encounter     | St. | Kim Gun-mo         | 3.300.000 | [ 1 ]  |
| 2    | 1999      | For Your Soul          | St. | Jo Sung-mo         | 2.047.152 | [ 2 ]  |
| 3    | 2000      | Let Me Love            | St. | Jo Sung-mo         | 2.042.096 | [ 3 ]  |
| 4    | 1995      | Seo Taiji and Boys IV  | St. | Seo Taiji and Boys | 2.000.000 | [ 4 ]  |
| 5    | 2000      | Chapter 3: Lies        | St. | g.o.d              | 1.824.278 | [ 5 ]  |
| 6    | 2001      | Love Songs In Drama    | So. | Lee Mi-yeon        | 1.750.352 | [ 6 ]  |
| 7    | 2001      | Chapter 4: Road        | St. | g.o.d              | 1.713.056 | [ 7 ]  |
| 8    | 2016/2017 | Wings                  | St. | BTS                | 1.644.539 | [ 8 ]  |
| 9    | 2017      | The War                | St. | Exo                | 1.604.849 | [ 8 ]  |
| 10   | 1992      | Seo Taiji and Boys     | St. | Seo Taiji and Boys | 1.600.000 | [ 4 ]  |
| 10   | 1993      | Seo Taiji and Boys II  | St. | Seo Taiji and Boys | 1.600.000 | [ 4 ]  |
| 10   | 1994      | Seo Taiji and Boys III | St. | Seo Taiji and Boys | 1.600.000 | [ 4 ]  |
| 11   | 2000      | Classic                | St. | Jo Sungmo          | 1.599.111 | [ 9 ]  |
| 12   | 2017      | Love Yourself 承 ‘Her’ | Ep. | BTS                | 1.585.834 | [ 8 ]  |
| 13   | 2001      | Another Days           | St. | Kim Gun-mo         | 1.397.388 | [ 10 ] |
| 14   | 1999      | I Yah!                 | St. | H.O.T.             | 1.383.985 | [ 11 ] |
| 15   | 2017      | 1X1=1 (To Be One)      | St. | Wanna One          | 1.364.484 | [ 8 ]  |
| 16   | 1993      | The Bodyguard          | So. | Whitney Houston    | 1.300.000 | [ 12 ] |
| 17   | 2013      | XOXO                   | St. | Exo                | 1.282.288 |        |
| 18   | 2015      | Exodus                 | St. | Exo                | 1.264.203 |        |
| 19   | 2016      | Ex’Act                 | St. | Exo                | 1.170.149 |        |
| 20   | 1998      | Seo Tai Ji             | St. | Seo Taiji          | 1.133.736 | [ 13 ] |
| 21   | 1998      | Resurrection           | St. | H.O.T.             | 1.103.439 | [ 14 ] |
| 22   | 1968      | My Dear                | St. | The Pearl Sisters  | 1.000.000 | [ 15 ] |
| 23   | 1984      | Pair-Party             | St. | Joo Hyun-mi        | 1.000.000 | [ 16 ] |

```
 
Legende
```

- Soundtrack (So.)
- Studioalbum (St.)
- Extended Play (Ep.)